# 埃舒 (阿威罗)
埃舒是葡萄牙阿威罗区的一个堂区。总面积15.8平方公里，总人口5253人，人口密度332.5人/平方公里。